# Едуард Телер
Едуард Телер (на унгарски: Teller Ede) (15 януари 1908, Будапеща – 9 септември 2003, Станфорд) е американски физик от унгарски произход, известен най-вече с работата си по създаването на водородната бомба, поради което понякога е наричан Баща на водородната бомба. Известен е и с приноса си към създаването на атомната бомба. Следва физика в университетите в Мюнхен, Лайпциг и Копенхаген, както и в Института по технологии в Карлсруе. Емигрира в САЩ, бягайки от нацистите. Там взима участие в Проекта Манхатън и работи с други изтъкнати физици, сред които Енрико Ферми и Робърт Опенхаймер.